# 陳宛蔚
陳宛蔚（Calinda Chan Yuen-wai，1982年7月22日—），名字常被錯寫成陳苑蔚，籍貫廣東新會。2007年度香港小姐競選入選24名，為前香港無綫電視經理人合約女藝員，並首次加入《味分高下》味之天使其中「雜果賓治」角色。曾為王維基的香港電視網絡（HKTV）藝員。

## 簡歷
陳宛蔚於小學時期就讀嘉諾撒聖心學校，後來就讀香港真光中學。及後遠赴英國海丁頓學校升學。她完成高中課程後入讀倫敦政治經濟學院。
她於2015年10月8日與已故前無綫電視監製錢國偉結婚，婚後逐漸退居幕後。2017年10月宣佈懷孕五個月，女兒Abby在翌年2月出生。錢國偉於2020年10月因胰臟癌病逝，終年58歲。
其妹陳宛莛（Mandy）嫁給湯家驊兒子湯煒軒。

## 演出作品

### 電視劇（無綫電視）
| 2008年                 |                    |                                                      |
| 10月20日-2010年2月12日 | 畢打自己人         | Sammi（第137集）、Sammi（第180集）、Sammi（第280集） |
| 2009年                 |                    |                                                      |
| 3月30日-4月24日        | 桌球天王           | 「Cue Power」桌球餐廳侍應                            |
| 4月27日-5月29日        | 巾幗梟雄           | 女 子（第12集）                                      |
| 6月1日-7月5日          | ID精英             | 路 人（第6集）、入境事务助理                         |
| 7月13日-8月9日         | 王老虎搶親         | 夏 荷、怡紅院妓女                                    |
| 8月18日-9月19日        | 古靈精探B          | 「夢工程」娛樂公司職員                               |
| 9月7日-10月18日        | 有營煮婦           | 售貨員（第27集）                                     |
| 11月30日-12月27日      | 巴不得爸爸...      | 客 人（第4集）                                       |
| 12月14日-2010年1月8日  | 美麗高解像         | 女明星（第1集）                                      |
| 2010年                 |                    |                                                      |
| 2月16日-3月16日        | 老公萬歲           | 女酒保、嘉 賓（第2集）                               |
| 2月22日-6月12日        | 女王辦公室         | 美 女                                                |
| 4月5日-5月1日          | 搜下留情           | 軍裝警員                                             |
| 4月19日-5月22日        | 飛女正傳           | 急症護士（第1集）                                    |
| 5月3日-6月5日          | 掌上明珠           | 舞 女                                                |
| 5月24日-6月25日        | 談情說案           | 陳寶咪（第6-7集）                                    |
| 6月7日-7月9日          | 蒲松齡             | 宛 珊、「蒲家畫坊」女工                              |
| 6月14日-11月28日       | 天天天晴           | 龍福珠寶設計師應徵者                                 |
| 6月28日-7月23日        | 情越雙白線         | 馮老師                                               |
| 7月12日-8月7日         | 施公奇案II         | 高心妍（第5-6集）、妓女（第13集）                    |
| 8月23日-10月3日        | 公主嫁到           | 阿 冰                                                |
| 9月20日-10月15日       | 翻叮一族           | 侍 應                                                |
| 10月4日-10月29日       | 讀心神探           | 兒 友                                                |
| 10月18日-11月28日      | 巾幗梟雄之義海豪情 | 晴同事                                               |
| 11月1日-12月10日       | 刑警               | CID                                                  |
| 11月29日-2011年3月18日 | 依家有喜           | 護 士                                                |
| 11月29日-12月24日      | 囧探查過界         | 王小虎                                               |
| 12月13日-2011年1月7日  | 誘情轉駁           | 靚女客人、酒吧客人（第14集）                         |
| 12月27日-2011年1月21日 | 居家兵團           | 呂 太                                                |
| 2011年                 |                    |                                                      |
| 1月10日-2月5日         | 仁心解碼           | 記 者（第3集）                                       |
| 2月7日-3月4日          | 魚躍在花見         | 冷雍容（青年）                                       |
| 2月21日-4月2日         | Only You 只有您    | 美 女                                                |
| 3月7日-4月17日         | 女拳               | 泉 嫂                                                |
| 3月21日-10月30日       | 誰家灶頭無煙火     | 女文員                                               |
| 4月18日-5月27日        | 點解阿Sir係阿Sir   | 護 士                                                |
| 5月16日-6月10日        | 花花世界花家姐     | 模特兒                                               |
| 5月30日-6月24日        | 怒火街頭           | 香                                                   |
| 6月13日-7月22日        | 團圓               | Julie                                                |
| 6月27日-7月29日        | 真相               | 法庭文書                                             |
| 7月27日-8月26日        | 紫禁驚雷           | 街 坊                                                |
| 8月1日-9月9日          | 潛行狙擊           | 王妙芬                                               |
| 9月12日-10月7日        | 不速之約           | Zita                                                 |
| 10月10日-11月20日      | 法證先鋒III        | Stella（第11集）                                     |
| 10月31日-2012年5月13日 | 結·分@謊情式       | 丹舊同學（第3集）、兔女郎（第45集）                  |
| 10月31日-12月4日       | 萬凰之王           | 後宮妃子                                             |
| 11月21日-2012年1月1日  | 天與地             | 糖水舖老闆                                           |
| 2012年                 |                    |                                                      |
| 1月3日-2月12日         | 缺宅男女           | 張小姐（第3-4集）                                    |
| 1月30日-2月24日        | 4 In Love          | 黃潔瑩                                               |
| 2月13日-3月16日        | On Call 36小時     | 門診護士                                             |
| 2月27日-4月1日         | 東西宮略           | 閨 秀                                                |
| 4月16日-5月18日        | 拳王               | Miss Chan                                            |
| 5月21日-6月29日        | 心戰               | 君                                                   |
| 6月24日-8月12日        | 飛虎               | Lora（第8集）                                        |
| 7月2日-7月27日         | 護花危情           | 新聞報導員（第12-13-15集）                           |
| 7月30日-8月25日        | 怒火街頭2          | 鳳姊妹                                               |
| 9月17日-10月19日       | 天梯               | 村 民                                                |
| 9月24日-11月4日        | 雷霆掃毒           | 店 員（第21集）                                      |
| 10月22日-12月14日      | 名媛望族           | 采 荷                                                |
| 2013年                 |                    |                                                      |
| 3月11日-4月6日         | 女警愛作戰         | 護 士                                                |
| 4月22日-5月31日        | 金枝慾孽貳         | 冰 妍                                                |
| 2014年                 |                    |                                                      |
| 3月17日-4月18日        | 叛逃               | Edmond朋友                                           |

### 其他電視節目(無綫電視)
- 2007年：味分高下 味之天使 - 「雜果賓治」
- 2009年：大咕窿
- 2009年：創富坊

### 電影
- 2009年：Laughing Gor之變節
- 2012年：喜愛夜蒲2
- 2014年：喜爱夜蒲3

## 外部連結
- 陳宛蔚Calinda的新浪微博
- Calinda 陳宛蔚的Facebook專頁
- 雜果賓治（陳宛蔚）個人網誌
- 味分高下味之天使論壇（页面存档备份，存于）